# Шатуновский, Илья Миронович
Илья Миронович Шатуновский (20 ноября 1923, Бухара, Узбекистан — 5 августа 2009, Москва) — советский писатель-юморист, фельетонист и сатирик, журналист. Заслуженный работник культуры РСФСР.

## Биография
Родился в Бухаре. Отец позже был репрессирован.
Участник Великой Отечественной войны (воздушный стрелок Ил-2, совершил 101 боевой вылет).
Окончил факультет журналистики центральной школы при ЦК ВЛКСМ (1947),  исторический факультет МГУ им. М.В. Ломоносова (1950).
Сотрудничал в газетах «Комсомольская правда» и «Правда». Наиболее известен фельетонами против «стиляг» и американских шпионов (см. Холодная война). Резко критиковал деятельность А. С. Есенина-Вольпина, но, по собственному признанию, отказался освещать процесс Синявского-Даниэля. Принимал участие в подготовке речей для советских лидеров. Фельетон Ильи Шатуновского «Снова о звездной болезни» стал косвенной причиной длительного тюремного заключения звезды советского футбола Эдуарда Стрельцова. Фельетон «Звезда на „Волге“» (вместе с А. Суконцевым) едва не погубил карьеру певца Марка Бернеса. Фельетон «Чечетка налево» (вместе с Б. Панкиным) привел к тому, что Людмила Гурченко на долгие годы оказалась вне большого экрана. Фельетон «Бр-р-р!» пародирует произведение Льва Овалова «Секретное оружие» выставляя писателя литературным рвачом, который в погоне за большим гонораром сочиняет всякие детективные банальности.
Фельетоны И. Шатуновского переведены на английский, немецкий, французский и др. языки.
Похоронен на Даниловском кладбище.

## Награды
- Кавалер ордена Трудового Красного Знамени
- Кавалер ордена Красной Звезды
- Кавалер ордена «Знак Почёта»
- Заслуженный работник культуры РСФСР
- Лауреат премии Союза журналистов СССР (1968)
- Лауреат премии им. Ильфа и Петрова (1983)
- Чл. Союза писателей СССР (1968)
- Чл. Союза писателей Москвы

## Сочинения
- Вас ждет великий край. М., Молодая гвардия, 1956. В соавторстве с Л. В. Почиваловым
- Всегда по колено в крови, всегда по трупам людей…: Рассказ об одном из шестидесяти семейств американских миллиардеров. М., Правда, 1957 (Библиотека «Комсомольской правды»). В соавторстве с Б.Гурновым, Л.Корявиным
- Путешествие в страну Ланка: Путевые впечатления. М., Молодая гвардия, 1958
- Закатившаяся звезда: Документальная повесть. М., Трудрезервиздат, 1958, 1959 (Фантастика, приключения)
- Необычайное, но вполне вероятное путешествие в недалекое будущее. М., Правда, 1959 (Библиотека Комсомольской правды; № 1). В соавторстве с С.Гарбузовым и Н. Хвастуновым
- Культура труда журналиста. М., 1960 (Библиотечка заочника)
- Украденное счастье. М., Профиздат, 1960 (Массовая библиотека рабочего). В соавторстве с А. А. Суконцевым
- Милейший человек: Фельетоны. М., Правда, 1961 (Библиотека Огонек; № 11)
- От имени и по поручению. М., Правда, 1962 (Библиотека Крокодила; № 2)
- Фельетоны. М., Правда, 1962. В соавторстве с А. А. Суконцевым
- Расторопные медузы: Фельетоны. М., Правда, 1964 (Библиотека Комсомольской правды; № 2)
- Дикари в экспрессе. М., Правда, 1965 (Библиотека Крокодила; № 22)
- Бриллиантовое полено: Фельетоны. М., Правда, 1966 (Библиотека Огонек; № 41)
- Одна точка. М., Правда, 1968 (Библиотека Крокодила; № 18)
- Условная голова: Фельетоны. М., Советский писатель, 1968
- По Америке в автомобиле. М., Правда, 1970 (Библиотека Огонек; № 19) В соавторстве с Б. Г. Стрельниковым
- Трудящийся тунеядец: Записки фельетониста. М., Советская Россия, 1970
- Б. Стрельников, И. Шатуновский. [publ.lib.ru/ARCHIVES/S/STREL'NIKOV_Boris_Georgievich/_Strel'nikov_B._G..html#01 Америка справа и слева: Путешествие на автомобиле]. — М.: Правда, 1971.
- Алтын за щекой: Фельетоны, сатирические и юмористические рассказы. М., Советский писатель, 1972
- Испорченный телефон. М., Правда, 1972 (Библиотека Крокодила; № 10)
- По старым адресам: Страницы Правды рассказывают… М., Политиздат, 1973. В соавторстве с А. А. Суконцевым
- Секретов не будет: Рассказы, очерки, фельетоны. М., Правда, 1974
- Б. Стрельников, И. Шатуновский. Америка справа и слева: Путешествие на автомобиле. — М.: Советская Россия, 1975.
- Изюм из кекса. М., Правда, 1975 (Библиотека Крокодила; № 4)
- Автограф императрицы: Фельетоны. Юмористические рассказы. М., Советский писатель, 1978
- Билет в кино на семь десять. М., Правда, 1978 (Библиотека Крокодила; № 20)
- Берегите скорпионов: Фельетоны. Юмористические рассказы. М., Советский писатель, 1981
- Сундук бабушки Аграфены: Фельетоны, юмористические рассказы. М., Правда, 1981 (Библиотека Огонек; № 8)
- Нарцисс спешит на свидание: Очерки, рассказы, фельетоны. М., Правда, 1983
- С кем не случается. М., Правда, 1983 (Библиотека Крокодила; № 3)
- Кольцо с самоцветом: Фельетоны, рассказы, очерки, воспоминания. М., Правда, 1987
- Очень хотелось жить. — М., Воениздат, 1990.
- Записки стреляного воробья. — М., 2003